# Pietro Capei
Pietro Capei (Lucignano, 29 ottobre 1796 – Firenze, 12 agosto 1868) è stato un giurista italiano.
Dopo alcuni anni passati ad esercitare la professione di avvocato, si dedicò allo studio del diritto. Il suo campo di interesse fu soprattutto la storia del diritto e il diritto romano. Sostenitore della scuola storica del diritto introdotta da Friedrich Carl von Savigny in Germania, fu professore di istituzioni civili all'università di Siena e in quella di Pisa. Insieme a Vittorio Fossombroni partecipò ad un tentativo, infruttuoso, di codificazione del diritto del Granducato di Toscana. Rivestì la carica di consigliere comunale.